# Викрадення чарівника
«Викрадення чародія» (рос. «Похищение чародея») — радянський художній фільм, поставлений на Свердловській кіностудії у 1989 році режисером Віктором Кобзєвим. Екранізація однойменного роману Кира Буличова. Прем'єра фільму відбулася в листопаді 1989 року.

## Сюжет
Аспірантка Анна вирішує виїхати з міста і попрацювати над дисертацією в селі. У покинутому будинку тітки її відвідують дивні гості, яки чимось нагадують на шахраїв. Однак незабаром підтверджується їх причетність до XXVIII століття і наміри відвідати століття XIII, щоб витягти звідти алхіміка-чаклуна боярина Романа. Анна стає учасницею фантастичних подій…

## У ролях
- Юлія Ауг —  Анна Мазуркевич/княжна Магдалена
- Ромуальдас Раманаускас —  Кін Володимирович, історик з майбутнього, він же «реставратор Терентій Іванович Васильєв»
- Сергій Варчук —  Жюль Валент, молодший науковий співробітник з майбутнього
- Володимир Гостюхін —  Акіплеша
- Віктор Соловйов —  боярин Роман
- Андрій Болтнєв —  ландмейстер Фрідріх фон Кокенгаузен
- Лев Борисов —  дід Геннадій
- Андрейс Жагарс —  князь В'ячеслав, син Полоцького князя Бориса Романовича
- Віталій Чєтков —  юнак Глузд, монах
- Сулев Луйк —  епіскоп Альберт
- Людмила Ксенофонтова —  тітка Магдалени
- Валентин Голубенко —  Мажей
- Нартай Бегалін —  Половець
- Филимон Сергєєв —  епізод

## Знімальна група
- Сценарій — Кир Буличов,  Віктора Кобзєв
- Постановка —  Віктор Кобзєв
- Головний оператор —  Рудольф Мещерягін
- Головний художник —  Валерій Кукенков
- Композитор — Альгірдас Паулавічус